# Zakamensk
Zakamensk (rusky Закаменск, burjatsky Захаамин) je město v Burjatsku v Ruské federaci. Při sčítání lidu v roce 2010 měl přes jedenáct tisíc obyvatel. 

## Poloha
Zakamensk leží v údolí potoka Modonkul vlévajícího se do Džidy, přítoku Selengy v povodí Angary. V rámci Burjatska leží u jeho jižního okraje, pouhých osm kilometrů severně od mongolsko-ruské státní hranice. Od Ulan-Ude, hlavního města Burjatska, je vzdálen přibližně 420 kilometrů.

## Dějiny
Zakamensk vznikl v roce 1893 jako hornické sídlo s jménem Gorodok. K oficiálnímu založení dochází až v roce 1933 současně s počátkem těžby wolframu a molybdenu.
V roce 1944 je Gorodok povýšen na město a v roce 1959 přejmenován na Zakamensk.